# Institut d'Estudis Baleàrics
L'Institut d'Estudis Baleàrics (IEB) és una institució cultural pública a través de la Conselleria de Cultura del Govern de les Illes Balears. El seu actual director és Llorenç Perelló Rosselló.
Creat l'any 1971, la seva tasca és promocionar la cultura de les Illes Balears en totes les seves manifestacions, la llengua catalana, pròpia de les Illes Balears, i la cultura que s'hi expressa.
El seu camp d'actuació es dirigeix cap a dues direccions: 
- La difusió i la promoció cultural al propi territori illenc. Una de les primeres tasques de l'IEB és establir contactes amb altres institucions illenques els objectius de les quals siguin de caràcter similar. Com són: l'Institut d'Estudis Eivissencs i l'Institut Menorquí d'Estudis.

- La difusió i la promoció cultural més enllà de les Illes.
  - A les terres amb les quals compartim una mateixa llengua i cultura: Catalunya, País Valencià, Andorra, L'Alguer.
  - Als pobles i ciutats de la resta de l'Estat. Tractant de dur les millors produccions literàries i artístiques dels creadors balears. Presentant a Madrid i a altres indrets de parla castellana les antologies poètiques en llengua original i en llengua castellana.
  - Als altres països d'Europa i a la resta del món. En col·laboració amb altres institucions com : l'Institut Ramon Llull, a l'Institut Valencià d'Art Modern i l'Instituto Cervantes.